# Tragedija v stile rok
Tragedija v stile rok (russisk: Трагедия в стиле рок) er en sovjetisk spillefilm fra 1988 af Savva Kulisj.

## Medvirkende
- Aleksej Sjkatov som Viktor Bodrov
- Olga Aljosjina som Lena Kozlova
- Aleksej Maslov som Kassius
- Sergej Karlenkov som Genrikh
- Jurij Lazarev som Dmitrij Ivanovitj Bodrov